# Коховка (Днепропетровская область)
Коховка (укр. Кохівка) — село,
Новодачинский сельский совет,
Павлоградский район,
Днепропетровская область,
Украина.
Население по переписи 2001 года составляло 415 человек.

## Географическое положение
Село Коховка находится на левом берегу реки Большая Терновка. Выше по течению на расстоянии в 3,5 км расположено село Николаевка Вторая, ниже по течению на расстоянии в 1,5 км расположено село Новая Дача, на противоположном берегу — село Марьевка.